# Crizbav
Crizbav (węg. Krizba) – wieś w Rumunii, w okręgu Braszów, w gminie Crizbav. W 2011 roku liczyła 1710 mieszkańców.